# شيم يلماز (مجدف)
شيم يلماز (بالتركية: Cem Yılmaz)‏ هو مجدف تركي، ولد في 3 يونيو 1982 في إسطنبول في تركيا.

## وصلات خارجية
- شيم يلماز على موقع الاتحاد الدولي للتجديف (الإنجليزية)
- شيم يلماز على موقع اللجنة الأولمبية الدولية (الإنجليزية)
- شيم يلماز على موقع أوليمبيديا (الإنجليزية)